# Trayveon Williams
Trayveon Thomas Williams (Houston, 18 ottobre 1997) è un giocatore di football americano statunitense che milita nel ruolo di running back per i Cincinnati Bengals della National Football League (NFL).

## Carriera professionistica

### Cincinnati Bengals
Williams fu scelto nel corso del sesto giro (182º assoluto) del Draft NFL 2019 dai Cincinnati Bengals. Debuttò come professionista subentrando nella settimana 6 contro i Baltimore Ravens senza tentare alcuna corsa. La sua stagione da rookie si chiuse con 11 presenze, nessuna delle quali come titolare.

## Palmarès
- American Football Conference Championship: 1

Cincinnati Bengals: 2021